# Harriet Smithson
Henrietta Constance (Harriet) Smithson (Ennis, Írország, 1800. március 18. – Párizs, 1854. március 3.) ír színésznő, Hector Berlioz első felesége, a Fantasztikus szimfónia ihletője.

## Élete
Harriet Smithson apja, William Joseph Smithson, az ennisi Cook’s Lane-en (ma O’Connell Street) lévő színház igazgatója volt, anyja kisebb szerepeket játszott. Harriet első fellépésére 1815-ben, a dublini Royal Theatre-ben került sor, ahol Albina Mandeville-t alakította Frederick Reynolds brit drámaíró The Will című előadásán. Két év múlva Angliába ment, és 1818. január 20-án mutatkozott be Londonban, a Drury Lane-en: Letitia Hardyt játszotta Mrs. Cowley The Belle’s Stratagem című darabjában. Szép volt, de a hangja nem volt túl erőteljes, így nem érvényesülhetett a hatalmas színházban.

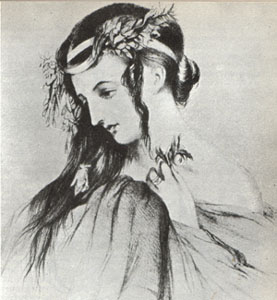
Harriet Smithson Ophélia szerepében

Számos szerepet eljátszott még, de a viszonylagos sikertelenség miatt 1827-ben Párizsba ment, ahol William Abbot angol társulatához szerződött. Az Odéon Színházban tartott angol nyelvű előadásokon Shakespeare-drámákat és más angol darabokat játszott a társulat. Harriet főszerepeket kapott, s itt látta meg először Ophélia szerepében 1827. szeptember 11-én az a romantikus ifjú művészcsoport – Eugène Delacroix, Victor Hugo, Alexandre Dumas és Alfred de Vigny –, amelynek Berlioz is tagja volt. Valamennyien elragadtatottak voltak, de Berlioz azonnal szerelmes lett a színésznőbe. Berlioz a következő, szeptember 15-i előadáson is ott volt, ahol a Harriet a Rómeó és Júlia, majd 18-án az Othello női főszerepét játszotta. A kezdő komponista levelekkel ostromolta, találkozni szeretett volna vele, de a hölgy visszautasította ezeket a közeledési kísérleteket.
Harriet Smithson visszautazott Angliába, majd 1832-ben visszatért Párizsba, de korábbi kirobbanó sikereit már nem tudta megismételni. Ekkor érkezett vissza Rómából Berlioz is, akiben ismét fellobbant a szerelem iránta, és jegyet küldött neki az átdolgozott Fantasztikus szimfónia bemutatójára. Harriet elment a koncertre, ahol szembesült azzal a zenei szenvedéllyel, amit ő váltott ki a zeneszerzőből, bár valószínű, hogy már korábban is hallott arról, hogy Berlioz az ő hatására komponálta meg a darabot. Harriet Smitshson 1833 októberében feleségül ment Berliozhoz, a csendes esküvőn Liszt Ferenc volt a tanú.
Harriet ekkor – részben a sikertelensége miatt is – visszavonult a színpadtól. A Montmartre-ra költöztek, és 1834. augusztus 14-én megszületett Louis nevű fiuk (tengerészparancsnokként, Havannában halt meg 1867-ben, sárgalázban). Néhány év elteltével a házasság egyre feszültebbé vált, a feleség féltékeny volt férje sikereire és népszerűségére – a nők között is. 1840-ben elváltak, és ezután Harriet komoly egészségi problémákkal küzdött, melynek végén megbénult, sem mozogni, sem beszélni nem volt képes.
Halála után a Cimetière Saint Vincent-ben temették el, de később Berlioz – amikor megtudta, hogy a Saint Vincent-t felszámolják – saját költségén exhumáltatta és a montmartre-i temetőbe vitette át. Emlékirataiban részletes leírást hagyott az eseményről:

„A kerületi hivatalnok, akinek jelen kellett lenni az exhumálás során, már várt rám. A sírt már felnyitották, és amikor megérkeztem, a sírásó beleugrott. A koporsó, bár tíz éve eltemették, még mindig egészben volt, csak a fedele indult romlásnak a nedvességtől. A sírásó, ahelyett, hogy az egészet kiemelte volna, elkezdte felfeszíteni a koporsó tetejét, amely félelmetes roppanás után engedett, és feltárta a koporsó belsejét. A sírásó lehajolt, és két kezével felemelte a fejet, amely már elvált a testtől – „szegény Ophélia” dísztelen, összeaszott, kopasz fejét –, és a sír mellett álló új koporsóba helyezte. Utána ismét lehajolt, és némi nehézségek árán összeszedte a fej nélküli test és végtagok fekete tömegét, amelyet még mindig beborított a lepel maradványa… Tompa zaj és bűz kíséretében vált el a koporsótól.”

A sors iróniájaként most a montmartre-i temetőben nyugszik Berliozzal és szerelmi riválisával, Marie Recióval egy sírhelyen. Sírján a következő felirat olvasható: „Henriette Constance Berlioz Smithson, Ennisben, Írországban született, meghalt a Montmartre-on, 1854. március 3-án.”
Smithson halála után Liszt ezt írta Berlioznak: „Megihletett téged, te szeretted őt, megénekelted, és munkája bevégeztetett.”

## Fordítás
- Ez a szócikk részben vagy egészben  a   Harriet Smithson című angol Wikipédia-szócikk fordításán alapul.  Az eredeti cikk szerkesztőit annak laptörténete sorolja fel. Ez a jelzés csupán a megfogalmazás eredetét és a szerzői jogokat jelzi, nem szolgál a cikkben szereplő információk forrásmegjelöléseként.